# ヨアンナ・ミレツ
ヨアンナ・ミレツ（Joanna Mirek、旧姓・Podoba、1977年2月17日 - ）は、ポーランドの元女子バレーボール選手である。

## 来歴
ポーランド代表として、2003年と2005年にヨーロッパ選手権を制した。ただし2003年の選手権大会では、ミレツは第一戦開始前の練習中に十字靱帯断裂の大怪我のため、戦線離脱を余儀なくされている。2006年の世界選手権では15位となった。1996年から2007年までポーランド代表を務め、234もの国際試合に出場した。

## 所属チーム
- ダリン・ミシレニツェ （ポーランド語版）
- ヴィスワ・クラクフ （ポーランド語版（1993-1997年）
- Dick Black La Festa Andrychów（1997-1998年）
- KPSKスタル・ミエレツ（1998-2000年）
- PTPSピワ（2000-2002年）
- Romanelli Florencja （2002年）
- PTPSピワ（2002-2004年）
- ムシニアンカ・ムシナ（2004-2006年）
- Tulica Tułamasz Tuła （2006-2007年）
- ムシニアンカ・ムシナ（2007-2010年）
- ブドフラニ・ウッチ[3] （2010-2012年）
- KPSチェミック・ポリツェ（2012-2014年）

## 球歴
- 三大大会
  - 世界選手権 - 2006年（15位）
- その他大会
  - 欧州選手権 - 2003年（金メダル）、2005年（金メダル）

## 受賞歴
- 2005年 - ゴールデンメリット勲章[4]
- 2005年 - ポーランドバレーボール連盟 「Za wybitne zasługi w rozwoju piłki siatkowej」メダル
- スポーツレビュー（ポーランド語版）2003年と2005年のベストポーランドチーム部門[5]